# De evige tre
De evige tre er et digt af  Tove Ditlevsen, der findes i digtsamlingen ”Lille Verden” der udkom i 1942.

## Handling
Digtet beskriver hvordan man som kvinde følelsesmæssigt kan stå splittet mellem to mænd. 
Mens Tove Ditlevsen beskriver den første mand som flyvsk, spændende og intens, så opfattes den anden mand blot som en fast base for stabilitet og tryghed.
Men trekantsdramaet synes umuligt, da længslen kører i ring. Den stabile mand forguder hende, men hun gengælder ikke disse følelser. Derimod forguder hun den flyvske mand – som da knap nok ser hende.

## Sprog
Digtet er opbygget af henholdsvis fem strofer af fire vers i hver. Heraf er der stavelsesrim i hvert andet vers (bb, bb).
Tove Ditlevsen leger med billedsproget, hvilket man bl.a. kan se da hun benytter sig af besjæling: ”drømmene drukner i”.
Der udover er hele digtet opbygget omkring det antitetiske fremstillingskoncept, hvilket betyder at Tove Ditlevsen igennem hele digtet præsenterer sin læser for to modsætningspar – ”den rigtige” og ”den forkerte”.

## Historie
Anne Linnet valgte i 1986 at skrive musik til bl.a. dette digt, men der udover også otte andre af Tove Ditlevsens digte.
Hun udgav da pladen Barndommens Gade, og fik efterfølgende stor succes med albummets numre.

## Eksterne kilder og henvisninger
- Tove Ditlevsen læser: De evige tre Arkiveret 7. april 2019 hos  Wayback Machine
- Uddrag af teksten Arkiveret 11. april 2016 hos  Wayback Machine på dr.dk